# USA:s tolfte flotta
USA:s tolfte flotta, var en av USA:s numrerade flottor, och var verksam från 1 oktober 1943. Flottan påbörjade demobilisering i slutet av 1945 och avvecklades 1946. 
Den 1 november 1946 överfördes Medelhavsansvaret till USA:s marina medelhavsstyrka. Den 12 februari 1950 blev USA:s marina medelhavsstyrka den sjätte flottan.